# 福岡市立住吉小中学校
福岡市立住吉小中学校（ふくおかしりつ すみよししょうちゅうがっこう）は、福岡県福岡市博多区美野島三丁目にある公立の小学校・中学校である。

## 校勢
学級数および児童・生徒数（2016年5月1日現在）
- 学級数
  - 単式学級 - 小学校18学級、中学校9学級
  - 特別支援学級 - 小学校4学級、中学校1学級
- 児童・生徒数 - 小学校576人、中学校292人（うち特別支援学級小学校22人、中学校2人）

## 沿革
- 2015年（平成27年）4月 - 福岡市立住吉小学校、福岡市立住吉中学校を統合し、旧福岡市立美野島小学校跡地に移転して小中一貫校として創立。

## 通学区域
博多区内の以下の区域。
- 住吉一丁目
- 住吉二丁目
- 住吉三丁目
- 住吉四丁目
- 住吉五丁目
- 美野島一丁目
- 美野島二丁目
- 美野島三丁目
- 美野島四丁目

博多駅前地区より西側の博多区西端部、那珂川右岸の地域。校区北側を住吉通り、南側を百年橋通りが東西に通っている。学校はその百年橋通り沿いの百年橋バス停付近に位置する。

### 校区内の主な施設
- キャナルシティ博多
- TVQ九州放送
- 住吉神社
- 精華女子高等学校
- パナソニック システムネットワークス福岡事業場

### 校区が隣接する小学校
- 福岡市立博多小学校
- 福岡市立東住吉小学校
- 福岡市立那珂小学校
- 福岡市立春吉小学校
- 福岡市立塩原小学校
- 福岡市立大楠小学校

### 校区が隣接する中学校
- 福岡市立博多中学校
- 福岡市立東住吉中学校
- 福岡市立那珂中学校
- 福岡市立春吉中学校
- 福岡市立高宮中学校

## 校歌
小学校校歌「希望に向かって」
- 作詞：窪淳朗
- 作曲：二宮毅

中学校校歌
- 作詞：持田勝穂
- 作曲：山崎一三

## 著名出身者
- 井﨑燦志郎 - プロ野球選手（育成選手）
- 浦十藏 - サッカー選手